# Cenadi
Cenadi es una localidad italiana de la provincia de Catanzaro, región de Calabria, con 633 habitantes.

## Evolución demográfica
| Gráfica de evolución demográfica de Cenadi entre 1861 y 2001 |
|                                                              |
| Fuente ISTAT - Elaboración gráfica por parte de Wikipedia    |